# Torre albarrã

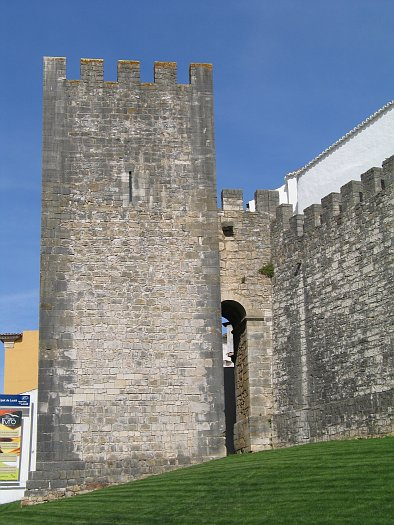
Torre albarrã das Muralhas de Loulé, Portugal.

Uma torre albarrã (do árabe "al-barran"), em arquitetura militar, é uma torre saliente em um castelo ou em um troço de muralha, à qual se liga, em geral, por um passadiço.
Esta figura arquitetónica foi introduzida pelos Almóadas (Século XII) na península Ibérica, com a primitiva função de constituir uma atalaia (se mais distante) e de reforçar a defesa dos muros através do ângulo assim criado (se mais próxima). Junto aos portões de entrada, dificultava o trabalho dos engenhos atacantes, como por exemplo, o dos aríetes. Posteriormente foram-lhe acrescentados Mata-cães, aumentando-lhe o poder defensivo. 
O papel da torre albarrã era tanto de vigilância como de ataque e defesa, facilitando a saída e entrada controlada das forças atacantes contra os sitiantes e permitindo que os invasores sejam atacados pelos flancos. 

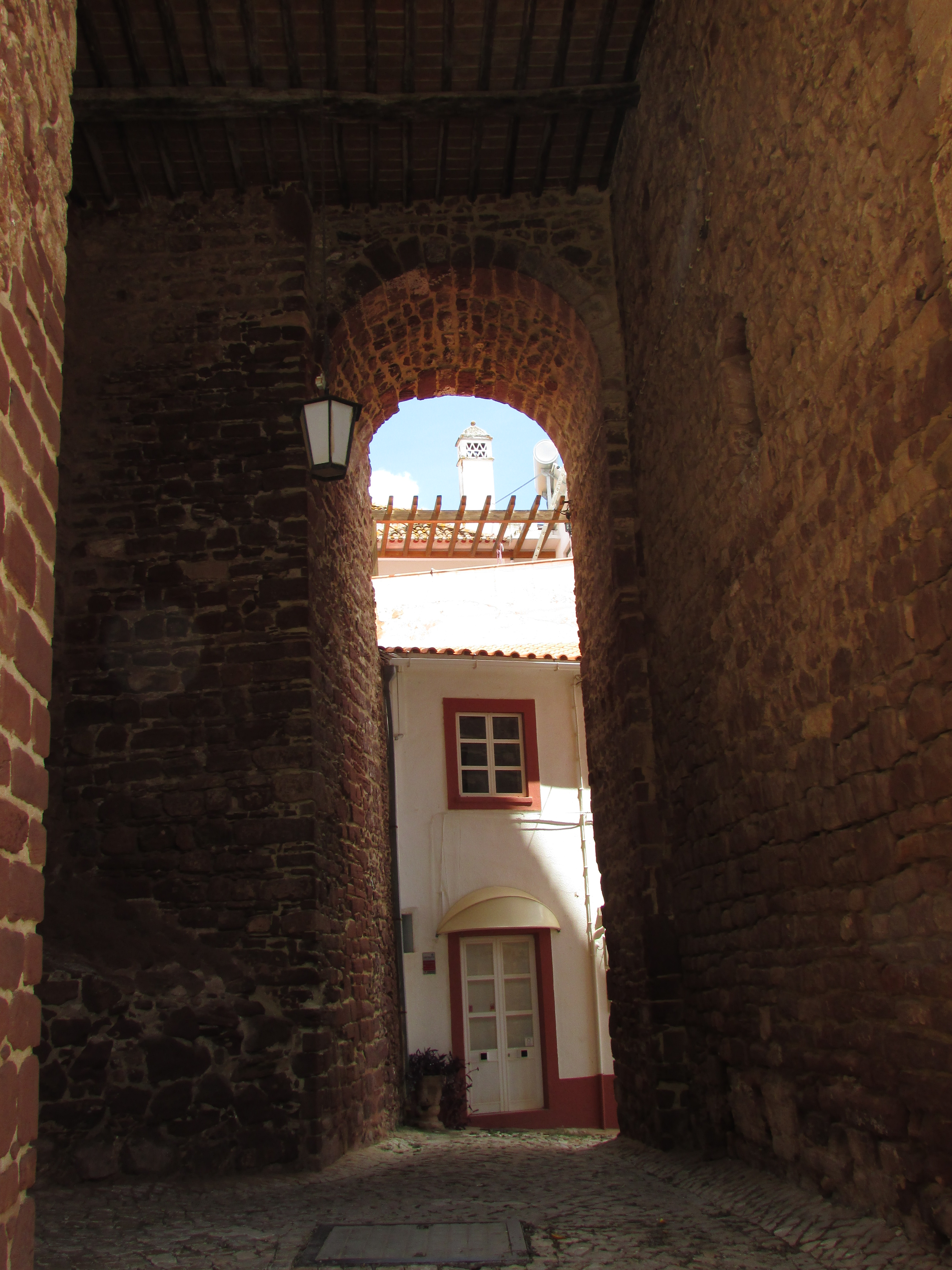
Vista interior da torre albarrã que servia de porta da cidade de Silves

## Arquitetura

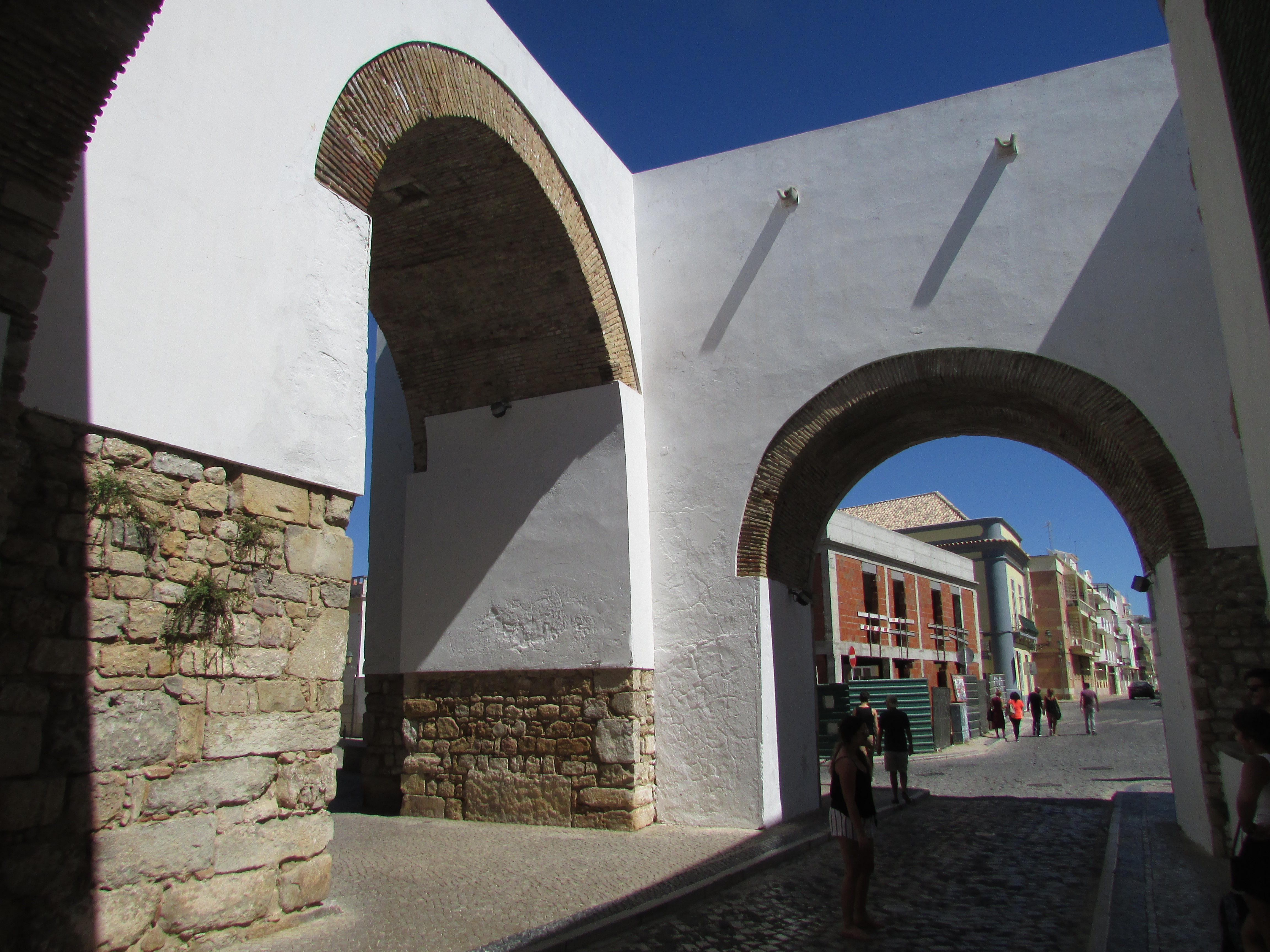
Torres albarrãs da muralha de Faro

A torre em si era retangular e estava separada da muralha numa posição mais avançada, mas ligada a esta por pontes, arcos ou panos mais estreitos de muralha, chamados de corachas. Esta ligação era facilmente destrutível em caso de perigo. Por vezes existiam também caminhos subterrâneos inacessíveis aos inimigos (minas). 
1. 1 2  1 - ESCUDERO; 2 - GÓMEZ; 3 - LÓPEZ; 4 - MURILLO;, 1 - Lorenzo; 2 - Adoración; 3 - Maria; 4 - José; (2014). Dicionário Visual de Arquitetura. Lisboa: Quimera. p. 51. ISBN 978-972-589-237-4